# Isaïe Melanson
Pour les articles homonymes, voir Melanson.
Isaïe Melanson (1883-1964) était un fermier et un homme politique canadien. Son nom est orthographié Isaac dans certaines sources.

## Biographie
Isaïe Melanson est né le 27 octobre 1883 à Sainte-Marie-de-Kent, au Nouveau-Brunswick. Ses parents sont Onésime Melanson et Geneviève Henrie. Il épouse Élise LeBlanc le 22 août 1911 et le couple a sept enfants, dont Désiré (1920-1975), qui devient prêtre. Il possède une ferme laitière.
Il est membre du conseil municipal du comté de Kent et élu préfet. Il représente la circonscription de Kent à l'Assemblée législative du Nouveau-Brunswick en tant que libéral entre 1939 et 1956. Il est aussi président de la Commission d'énergie électrique du Nouveau-Brunswick de 1949 à 1952.
Il est membre de la Société nationale de l'Acadie.
Il est mort le 7 mars 1964.